# Kerstin Norén
Se även litteraturvetaren, författaren och teaterkritikern Kjerstin Norén.
Kerstin Norén, född 1950 i Borås, är en svensk akademisk ledare och professor i svenska språket.
Norén har undervisat och forskat vid Göteborgs universitet, där hon 1990 blev filosofie doktor i nordiska språk på avhandlingen Svenska partikelverbs semantik. Hon har därefter varit docent och universitetslektor och forskat inom områdena lexikalisk och grammatisk semantik, språkförändring och fackspråk. Hon blev befordrad till professor 2006.
Inom Göteborgs universitet har Norén även haft höga ledningsuppdrag som dekanus för humanistiska fakulteten och prorektor för universitetet. Hon kandiderade 2006 till att bli rektor, men förlorade det slutliga valet mot Pam Fredman. Hon har också varit så kallad Bolognapromotor på nationell nivå.
Norén var rektor vid Karlstads universitet 2007–2011 och vid Högskolan Väst 2011–2016.